# Densha de Go! (videogioco)
Densha de Go! (電車でGO?) è un videogioco di simulazione per arcade edito dalla Taito nel 1997. Trattasi del primo capitolo dell'omonima serie, ove contiene percorsi effettivi di treni basati su servizi reali in Giappone. Il compito dell'utente è guidare il treno e rispettare un orario molto rigoroso, inclusa la fermata alle stazioni entro un minimo di 30 cm da un punto di fermata prescritto, idealmente entro mezzo secondo dall'orario di arrivo programmato. Ricevette delle conversioni per PlayStation, PC, WonderSwan e Game Boy Color.
È uno dei titoli di maggior successo di Taito, preceduto solo da Space Invaders. Venne seguito da una lunga serie di sequel, spin-off e rielaborazioni, a partire da Densha de Go! 2 Kōsoku-hen nel 1998.

## Modalità di gioco
In Densha de Go! si assume il ruolo di un macchinista su una delle quattro tratte di treni pendolari, guidando un treno passeggeri giapponese a destinazione entro un limite di tempo preciso.
Il giocatore deve guidare il suo treno con attenzione, rispettando i limiti di velocità e i segnali mentre guida secondo il programma del gioco, fermandosi a ogni stazione il più vicino possibile al segnale di fermata. Ogni tratta ha un numero stabilito di secondi bonus mostrato nella parte superiore dello schermo. Azioni positive come fermarsi puntuali e in orario e fischiare per tunnel e ponti si aggiungeranno ai secondi bonus, mentre azioni negative come superare il limite di velocità e oltrepassare la banchina comporteranno una penalità. Se il treno è in ritardo, un secondo bonus (due in alcune tratte) viene preso dal pool di secondi bonus del giocatore. Quando tutti i secondi bonus sono esauriti, la partita termina. Se invece il treno è in anticipo, i segnali imminenti potrebbero costringere il giocatore a ridurre la velocità, aumentando le possibilità che il giocatore arrivi in ritardo.
Al termine di un round, al giocatore viene chiesto di inserire un nome con quattro iniziali nella tabella dei punteggi più alti, con lettere e caratteri giapponesi limitati selezionati utilizzando la leva del freno.

## Accoglienza
La versione arcade di Densha de Go! attirò notevole attenzione per la sua premessa unica che lo fece risaltare tra gli altri giochi dell'epoca, molti dei quali erano giochi di corse o di combattimento. Fu un successo nelle sale giochi giapponesi. La versione PlayStation del gioco vendette oltre un milione di copie, portando Sony Computer Entertainment a conferire a Taito il premio Platinum Prize alla cerimonia dei PlayStation Awards del 1998. Secondo il rappresentante Taito Keiji Fujita, è il secondo gioco di maggior successo dell'azienda dopo Space Invaders.
I porting domestici di Densha de Go! furono ben accolti dalla critica per aver mantenuto la stessa sensazione e realismo della versione arcade. Dengeki PlayStation disse che i suoi controlli facili da imparare e l'approccio più realistico resero Densha de Go! un titolo gradito per i nuovi arrivati nel genere. Molti applaudirono l'attenzione del gioco ai dettagli e la precisione con il suo utilizzo di ferrovie e treni del mondo reale. Inoltre è rimasta particolarmente colpita dall'accuratezza del mondo e degli ambienti di gioco, affermando che avrebbe attirato molto gli appassionati di ferrovie e i giocatori che non hanno familiarità con il genere nel suo complesso. Famitsū ha avuto una risposta simile, trovando che molti dei suoi binari e stazioni ferroviarie erano rappresentati in modo accurato.
Alcune pubblicazioni sono state contrastanti sulla grafica del gioco. Dengeki PlayStation ha scritto che la grafica della conversione per PlayStation non era buona quanto quella della versione arcade. La versione WonderSwan non è stata apprezzata da Famitsū per la grafica scadente e i controlli goffi, affermando che si trattava di un drastico declassamento della qualità rispetto ad altre versioni del gioco.

## Remake
Nel 2017 Taito, che ora è di proprietà di Square Enix, fece uscire un nuovo cabinato arcade in commemorazione del 20º anniversario della serie, intitolato Densha de Go!!. Il cabinato include quattro display, tre dei quali fungono da finestre che mostrano la pista e il mondo esterno simulato, mentre il quarto forma il cruscotto su cui siede il giocatore. Sono presenti tutti i pulsanti di un vero treno, così come i due controlli fisici necessari per far muovere il treno.